# Этельвальк (король Суссекса)
Этельвальк (Эдильвальк, Этельвольд, Этельвиль) (др.-англ. Æthelwealh, англ. Ethelwalch; умер около 685) — король Суссекса примерно с 660 года. Он был первым достоверно известным правителем южных саксов после Эллы (VI век). Согласно Беде Достопочтенному, Этельвальк крестился в Мерсии, став первым христианским королём Суссекса. На его правление приходится временное возвышение королевства южных саксов.
Этельвальк находился под сильным влиянием короля Мерсии Вульфхера, ставшего его крёстным отцом и передавшим под его управление остров Уайт и долину Меон в современном графстве Гэмпшир. В 680 году он предоставил убежище изгнанному из Нортумбрии епископу Уилфриду, который массово крестил южных саксов, а также основал монастырь в Селси на выделенных ему королём землях. В этот же период он вмешивался во внутренние дела королевства Кент, поддерживая одного из претендентов на престол.
Этельвальк погиб во время вторжения будущего короля Уэссекса Кэдваллы. Его гибель положила конец временному возвышению Суссекса, который вскоре лишился самостоятельности и оказался подчинён Уэссексу.

## Биография
Согласно «Англосаксонской хронике», королевство южных саксов (Суссекс) было основано в 477 году королём Эллой, который в последний раз упоминается в 491 году вместе с сыном Циссой (Киссой), который, возможно, наследовал отцу. Однако не существует никаких англосаксонских источников, которые бы свидетельствовали, что Цисса действительно был королём. Первым об этом сообщает хронист XII века Генрих Хантингдонский, добавляя, что затем правили его потомки, но с течением времени они настолько ослабели, что верховная власть перешла к другим. Однако, как отмечает Диана Гринуэй, ни одна генеалогия королей Суссекса не сохранилась (если такие вообще существовали) и не была доступна хронисту, поэтому смерть Эллы и наследование ему сыном Циссой, вероятно, были выведены на оснований сообщений «Англосаксонской хроники» за 477 и 491 годы. А утверждение о том, что в Суссексе правили потомки Эллы является необоснованной догадкой самого Генриха Хантингдонского. И нет никаких убедительных доказательств, что Элла основал королевскую династию, управлявшую в Суссексе.
Не существует археологических свидетельств того, что короли в Суссексе появились ещё в V веке. Барбара Йорк полагает сомнительным, что Элла мог править в конце V века. Исследовательница отмечает, что вторым бретвальдой назван король Уэссекса Кевлин, чья деятельность, относящаяся к периоду 580-х — 590-х годов, вероятно, была связана с Эллой, поэтому, по её мнению, правление первого короля Суссекса следует отнести к более позднему периоду. Более того, археолог Майкл Шепланд полагает, что жители Западного Суссекса на протяжении столетий успешно сопротивлялись англосаксам. По его мнению, Суссекс не был единым королевством, на его территории существовали как минимум 3 королевства с различным происхождением, территория которых примерно эквивалентна современным Восточному Суссексу, Западному Суссексу и Гастингсу. Высказывались предположения, что после битвы при Бадонском Холме династия, основанная Эллой, пресеклась, а Суссекс временно вернулся под власть бриттов. В любом случае, в «Англосасконской хронике» после 491 года упоминания о королях Суссекса пропадают на полтора столетия. Следующим правителем королевства, о котором сохранились какие-то данные, является Этельвальк, который упоминается в «Англосаксонской хронике» как король Суссекса в 661 году.

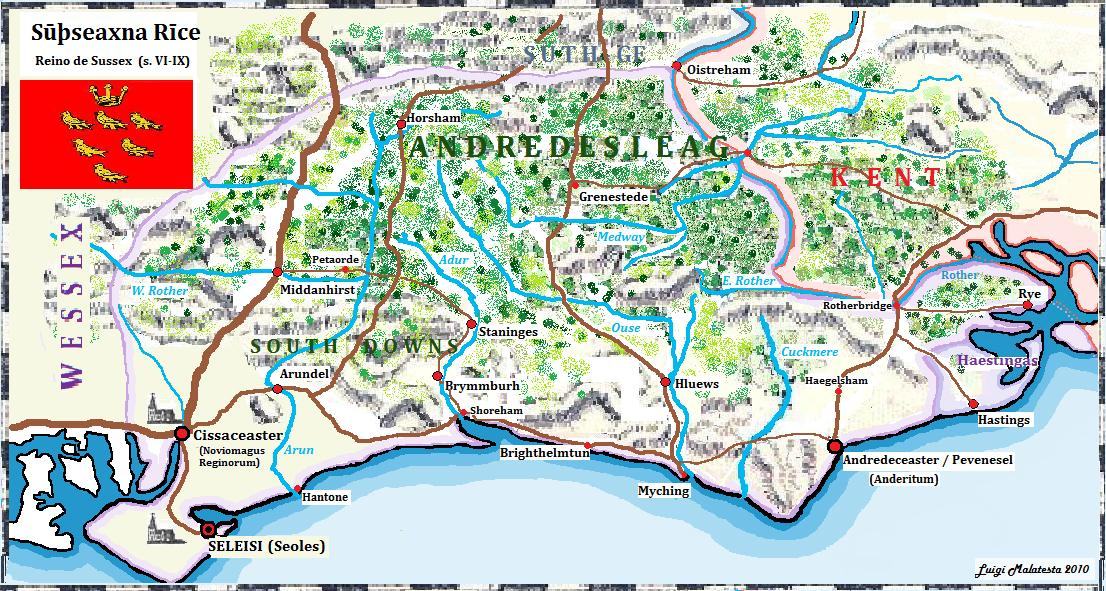
Королевство Суссекс

Происхождение Этельвалька неизвестно. Первый элемент его имени, «Æthel» происходит от англосаксонского слова «æðel», означающего «знатный, благородный» (как и титул «Этелинг»). Вторая же часть, «wealh», изначально обозначала «кельт», но позже его использовали для обозначения иностранцев и романо-бриттов. Таким образом, имя короля означает «знатный романо-бритт». Марк Шепланд предположил, что, поскольку Этельвальк носил бриттское имя, он был не саксом, а бриттом, а его имя означало «знатный правитель бриттов».
Согласно Беде, Суссекс был последним из англосаксонских королевств, принявших христианство. Его первым правителем, который был крещён в христианскую веру, был Этельвальк. Кеннет Грин полагает, что во время управления Этельвалька его королевство занимало юго-западную часть современного Суссекса в районе Селси. И в этот период король Суссекса признавал над собой сюзеренитет короля Мерсии. Кроме того, по сообщению «Англосаксонской хроники» за 661 год, Вульфхер отдал под управление Этельвалька захваченный им остров Уайт. На Уайте в то время существовали собственные короли, но им, вероятно, пришлось признать верховную власть короля Суссекса. Однако Беда Достопочтенный относит нападение Вульфхера на Уайт и дарение острова Этельвальку к более позднему времени — незадолго до 680-х годов. Он сообщает, что в 678 году Суссексом управлял Этельвальк, который незадолго до этого был крещён в Мерсии в присутствии короля Вульфхера, ставшего его крёстным отцом. В награду за принятие христианства король Мерсии передал королю Суссекса остров Уайт, а также провинцию Меонвар. Предполагается, что Вульфхер также организовал брак Этельвалька с христианкой Эфой, дочерью Энфрида, короля Хвикке, что позволило королю Мерсии ещё больше утвердить свою власть над Суссексом. По мнению Дэвида Кирби, крещение Этельвалька и передача ему Уайта и долины Меон могли быть связаны с его браком с хвиккской принцессой. Взамен он, вероятно, признал над собой верховную власть короля Мерсии.
В начале 680-х годов Этельвальк предоставил убежище изгнанному из Нортумбрии епископу Уилфриду, призвав его организовать массовое крещение южных саксов, а также основать постоянную церковь в королевстве Суссекс. Для этого он предоставил епископу большое поместье размером в 87 гайд около Селси, где Уилфрид основал монастырь, ставший его местопребыванием в течение того короткого периода времени, пока он пребывал в Суссексе. По сообщению Беды, Уилфрид в течение 5 лет выполнял обязанности епископа Суссекса. Впоследствии там была создана епархия.
В 680-е году Этельвальк вмешался во внутренние дела Кентского королевства, поддерживая претензии на трон Эдрика. С помощью южных саксов претендент в 685 году смог свергнуть своего дядю Хлотхер, взойдя на трон вместо него.
Остров Уайт и долина Меона, населённые ютами, до пожалования их Этельвальку представляла собой своеобразную буферную зону между Сусекском и Уэссексом. Р. Келли полагает, что именно это дарение стало причиной агрессии западных саксов. Около 685 года в Суссекс вторгся изгнанный из своего королевства уэссекский принц Кэдвалла, в сражении с ним Этельвальк был убит.

## Семья и наследство
Жена: Эфа, дочери Энфрида, короля Хвикке. Об потомстве не сообщается.
Гибель Этельвалька положила конец временному возрождению Суссекса. О последующих правителях известно мало. Согласно Беде, Кэдвала и был выдворен элдорменами Бертгуном и Антгуном, которые стали управлять королевством, возможно, в качестве королей. При этом в двух, хартиях о дарениях, сделанных Кэдвалой епископу Уилфриду, которые, по мнению ряда исследователей, являются поддельными, упоминается имя Экгвальда как субкороля (Ecguald subregulus). А хронист XII века Уильям Мальмсберийский предположил, что королём Суссекса стал король Кента Эдрик.
В 686 году Кэдвала смог стать королём Уэссекса. Получив новые ресурсы, он вновь вторгся в Суссекс. Бертгун был убит, судьба Андгуна неизвестна. После завоевания Кэдвала включил территорию королевства южных саксов в состав Уэссекса. После его смерти к 692 году королём Суссекса стал Нотхельм (Нунна), который был родственником нового короля Уэссекса Ине, признавая его верховную власть.